# Heinz Braune
Hans Heinrich Braune-Krickau, üblicherweise nur Heinz Braune genannt, (* 26. Dezember 1880 in Dobroslawitz (Pawlowitzke), Kreis Cosel (Oberschlesien); † 10. Januar 1957 in München) war ein deutscher Kunsthistoriker und Museumsleiter.

## Leben
Als Sohn eines Gutsbesitzers in Schlesien und Leipzig (Thomasschule) aufgewachsen, studierte Braune an der Universität München anfangs Klassische Archäologie bei Adolf Furtwängler, dann Kunstgeschichte bei Karl Voll. 1905 wurde er mit einer Dissertation über „Die kirchliche Wandmalerei Bozens um 1400“ promoviert. 1906 war er mit Karl Voll und Hans Buchheit für den ersten kritischen Gemäldekatalog des Bayerischen Nationalmuseums verantwortlich. 1907 wurde Braune Kustos an den Königlich Bayerischen Gemäldesammlungen. Von 1909 bis 1911 war er engster Mitarbeiter Hugo von Tschudis und nach dessen Tod im Jahr 1911 Interimsleiter bis 1914. Ab 1912 war Braune Direktor der Neuen Pinakothek als Nachfolger von August Holmberg.
Braune initiierte und realisierte die Tschudi-Spende, um die von Tschudi reservierten, aber noch nicht bezahlten Werke französischer Impressionisten für die Pinakothek zu erwerben. Am 1. November 1913 erfolgte die Wiedereröffnung der neu geordneten Neuen Pinakothek mit Ausstellung der Tschudi-Spende. 1914 wurde er zum Professor ernannt.
Braune war von 1916 bis 1918 als Beauftragter des Kunstschutzes in Rumänien tätig. 1919 folgte er einem Ruf als Direktor des Schlesischen Museum der Bildenden Künste in Breslau. 1928 wurde er als Nachfolger von Otto Fischer Direktor der Staatsgalerie in Stuttgart, wo er bis zu seiner Pensionierung 1946 wirkte.
Braune war verheiratet mit der Kunsthistorikerin Mary Endres und nach deren Tod mit Gisela Fuchs. Er hatte vier Kinder.

## Wirken
Braunes Hauptinteresse galt der altdeutschen Kunst. Bei der Bearbeitung der Bildbestände des Bayerischen Nationalmuseums bewährte sich sein klarer Blick für Künstlerindividualitäten und Schulen. Seine Zuweisung der „Verspottung Christi“ an Grünewald (heute in der Alten Pinakothek) hatte bereits für Aufsehen gesorgt. In den von ihm und seinen Mitarbeitern in den Jahren 1911 bis 1914 herausgegebenen Katalogen der Pinakotheken und einiger Filialgalerien findet man überall die Spuren seiner Neuzuschreibungen und Entdeckungen, wie etwa die Flügelbilder zu Albrecht Dürers Bildnis des Oswald Krell. Zu Braunes Verdiensten gehört auch das Zusammenfinden der in verschiedenen Galerien verstreuten Altäre.
Hauptgebiet seiner Tätigkeit war jedoch die Neuordnung der bayerischen (Staats-)Gemäldesammlungen, die unter seiner Assistenz bei Hugo von Tschudi weitgehend durchgeführt, nach dessen Tod vollendet werden musste, vor allem die Neue Pinakothek, die nach seiner Neuordnung 1913 ein völlig verändertes Aussehen bekam mit Marées und der Tschudi-Spende als Mittelpunkt.
„Ohne seine hingebungsvolle, dem Andenken Tschudis verpflichtete Bemühung, diese Sammlung französischer Bilder als Ganzes zu erhalten, wäre nur ein geringer Teil dieser Kunstwerke in München geblieben. Durch seine Begeisterung weckende, temperamentvolle Fürsprache gewann er Mäzene – ohne ministerielle Hilfe und gegen eine mächtige Künstlerschaft – die den endgültigen Erwerb der Gemälde und Plastiken und darüber hinaus noch einige wichtige Ankäufe ermöglichten“ Dazu Wilhelm Hausenstein: „Aus der Neuen Pinakothek ist eine andere Galerie geworden. Ein Museum, das überhaupt nicht mehr zählte…. ein wüstes Provinzdepot für mehr oder weniger gleichgültige Kunstmalereien …ist durch eine tief eingreifende Erneuerung zu einer der ersten Sammlungen europäischer Kunst des neunzehnten Jahrhunderts geworden“. Aus diesem Anlass stifteten ihm seine Freunde eine Ehrenplakette von Ludwig Gies.
Braune interessierte sich früh für die Gegenwartskunst und war zu Hause in der Münchner Künstlerszene, befreundet mit Hans Purrmann, Albert Weisgerber, Moll und hatte bereits eine Kunstsammlung mit mehreren Werken von Henri Matisse, Vincent van Gogh, Kees van Dongen, Maurice de Vlaminck, Wassily Kandinsky, Paul Klee, Ernst Ludwig Kirchner, Oskar Kokoschka und anderen.
Zu seinen Freunden zählten die Dichter Wilhelm Klemm, Franz Bley, Franz Dülberg, der Musiker Kurt von Wolfurt und Emil Preetorius, die Kunsthistoriker Heinrich Wölfflin, Friedrich Winkler, Hans Buchheit, Eberhard Hanfstaengl, um nur einige Namen zu nennen. In der Münchner Gesellschaft war er ein gern gesehener Gast bei den Sedlmayrs und Pringsheims. Hedwig Pringsheim erwähnt ihn häufig in ihren Tagebüchern. Er war bestens bekannt bei allen namhaften Kunsthändlern in München, Berlin und Paris, aber auch bei den kleinen Tandlern. Dies alles machte ihn für Tschudi zum idealen Mitarbeiter. Nach Tschudis Tod widmete er sich mit großem Elan der Vollendung der Neuordnung der Pinakotheken und der Realisierung der  Tschudispende, die ohne ihn nicht zustande gekommen wäre.
In Breslau begann er „mit gleicher Initiative eine Neuordnung. Vor allem erforschte er die Bestände des schlesischen Gebietes. In einer großen Ausstellung 1926 konnte er viel unbekanntes Kunstgut vorführen und in einem Katalog gemeinsam mit Erich Wiese bearbeiten.“ Sein besonderes Interesse galt auch hier der modernen Kunst. Insbesondere konnte er reiche Kunstsammler wie Max Silberberg und den befreundeten Carl Sachs beraten und zu großzügigen Schenkungen für das Museum motivieren.
In Stuttgart galt sein Hauptinteresse der Neuordnung der alten Gemäldegalerie, die er mit zahlreichen Neuerwerbungen bereicherte, darunter vor allem der altdeutschen und der schwäbischen Malerei des 19. Jahrhunderts. Sein begeistertes Eintreten für die junge Generation konnte er auch hier durch viele Ankäufe beweisen. 1937 zeigte er eine große Ausstellung „Malerei des Barock“ mit Beständen aus dem Schloss Ludwigsburg in den Räumen des Kunstvereins. Durch Totalverlust der Archive der Staatsgalerie ist über seine Tätigkeit von 1928 bis zu seiner Pensionierung 1946 praktisch keine Dokumentation erhalten.

## Veröffentlichungen (Auswahl)
- Die kirchliche Wandmalerei Bozens um 1400. Innsbruck 1906 (= Dissertation).
- Beiträge zur Malerei des Bodenseegebietes im 15. Jahrhundert. In: Münchner Jahrbuch der Bildenden Kunst 2, 1907, S. 12–24.
- Ein Beitrag zu Dürers Porträt des Oswald Krell. In: Münchner Jahrbuch der Bildenden Kunst 2, 1907, S. 28–34.
- mit Karl Voll, Hans Buchheit: Katalog der Gemälde des Bayerischen Nationalmuseums. München 1908.
- Katalog der Kgl. Älteren Pinakothek zu München. Amtliche Ausgabe. München 1913.
- Katalog der Kgl. Neuen Pinakothek zu München (Vorw.), München 1914.
- Katalog der Kgl. Gemäldegalerie zu Schleißheim. München 1914.
- Albert Weisgerber. Gedächtnisausstellung 22. April bis Ende Mai 1916. (Vorwort). München 1916.
- Zu einem Gemälde von Henri Matisse. In: Genius 2, 1920, S. 197–198.
- Über ein Gemälde von Hans Purrmann. In: Genius 2, 1920.
- Oskar Moll. Leipzig 1921.
- mit Konrad Hahn: Schlesien in Farbenphotographie. Berlin 1924.
- mit Erich Wiese: Die Verkündigung an Maria im 15. und frühen 16. Jahrhundert. Beschreibendes Verzeichnis der Gemälde im Kaiser-Friedrich-Museum und Deutschen Museum. Breslau 1926.
- Grünewald-Entdeckung! Vier unbekannte Bilder des Meisters in Bayern. In: Münchner Neueste Nachrichten, 12. Juli 1927.
- mit Erich Wiese: Schlesische Malerei und Plastik des Mittelalters. Kritischer Katalog der Ausstellung in Breslau 1926. Leipzig 1929.
- Malerei des Barock. Württembergische Staatsgalerie, Juli–September 1935. Stuttgart 1935.
- Die Pietà Rondanini von Michelangelo. in: Neue Zürcher Zeitung 1950.
- Hans Purrmann zum 70. Geburtstag. In: Hans Purrmann, Richard Seewald. Kunstmuseum Luzern, 2. April-7. MAi 1950. Luzern 1950, S. 3–7.